# Ročična gred
Ročična gred (ang. crankshaft) je gred, ki pri batnem motorju pretvarja recipročno gibanje bata v rotacijsko gibanje. Bati so preko ojnice povezani na ročično gred, na ročični gredi so tudi protiuteži. Pri motornih vozilih je ročična gred povezana na vztrajnik in na sklopko. 
Ročična gred se uporablja na motorjih z notranjim zgorevanjem kot so bencinskih in dizelskih motorjih, pa tudi na motorjih z zunanjim zgorevanjem kot so parni stroji in stirlingovih motorjih. Ročična gred je skoraj vedno tudi pogonska gred. Obrati motorja se nanašajo na obrate ročične gredi. 
Ročična gred lahko tudi pretvarja rotacijsko gibanje v recipročno, kot npr. pri batnem kompresorju.
Pri štiritaktnem motorju se ročična gred zavrti 2x za vsak delovni takt, pri dvotaktnem pa 1x za vsak delovni takt. Pri Formula 1 dirkalnikih, ki uporabljajo bencinski štiritaktni motor, se ročična gred vrti do okrog 15000 obratov na minuto. Majhni dvotaktni bencinski motorji se tudi vrtijo čez 10000 obratov na minuto. 
Pri dizelskem avtomobilskem motorju do največ okrog 6000, pri normalni vožjni okrog 2000 obratov na minuto. Pri velikih ladijskih dvotaktnih dizlih pa samo okrog 120 obratov na minuto.